# 商法講習所

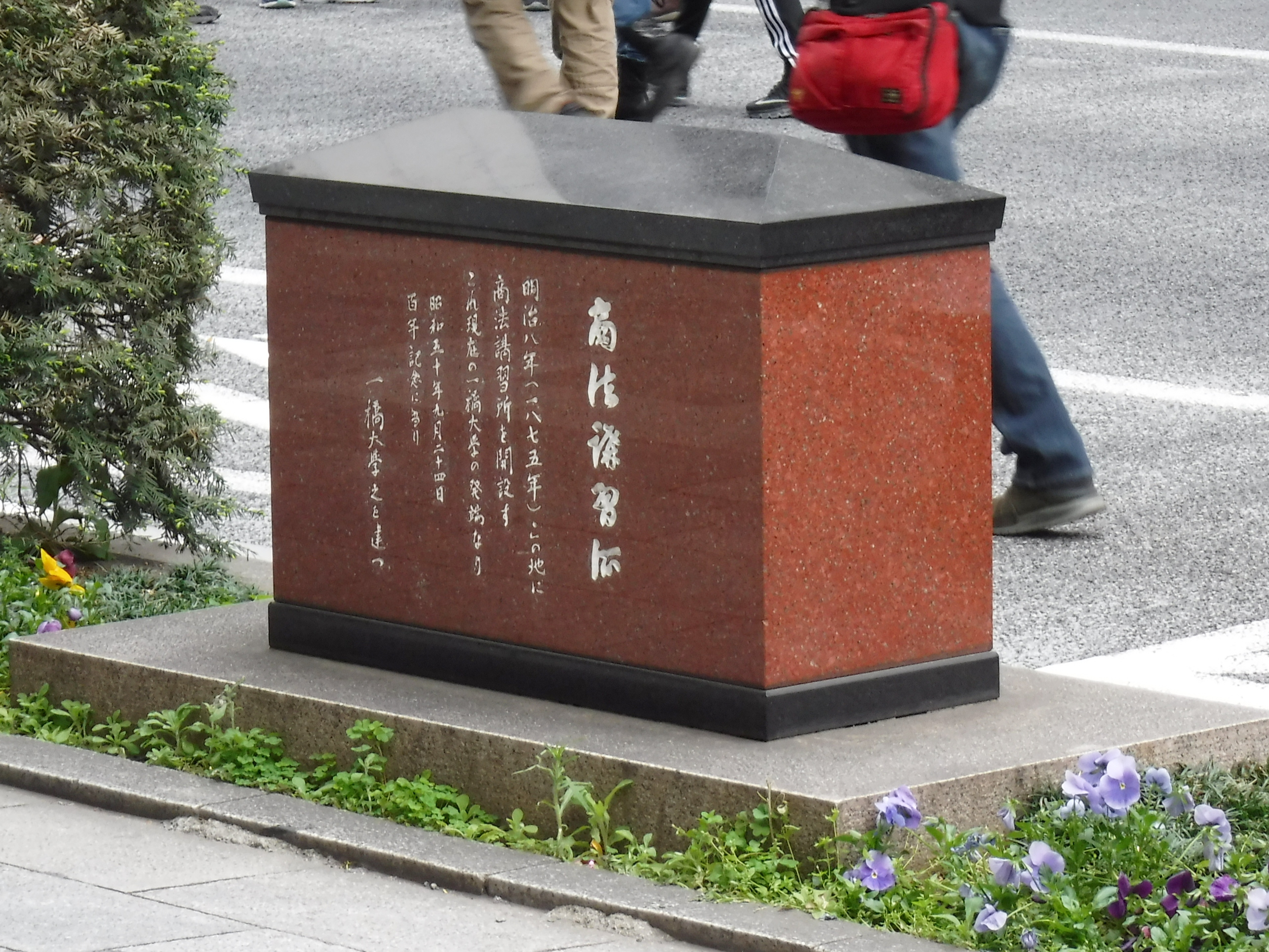
商法講習所跡（東京都中央区銀座）

商法講習所（しょうほうこうしゅうじょ）は、1875年（明治8年）8月、駐米日本代理公使を終えて帰国した森有礼が、渋沢栄一及び福澤諭吉の協力を得て、銀座尾張町に創設した商業学校。現在の一橋大学の源流。

## 概要
商法講習所は森有礼により私塾として設立された後、東京商業学校（1884年）、高等商業学校（東京高等商業学校（1902年）、東京商科大学（1920年）、東京産業大学（1944年） と改称・改編を繰り返し、1949年に現在の一橋大学が発足した。したがって商法講習所は同大学の起源とされ、森有礼は同大学の建学の祖とされる。
また、商法講習所の設立趣意書「商学校ヲ建ルノ主意」は創設に協力した福澤諭吉が執筆している。東京府移管後は矢野二郎が所長として森から経営を引き継ぎ、その後の発展の基礎を築いた。

## 沿革

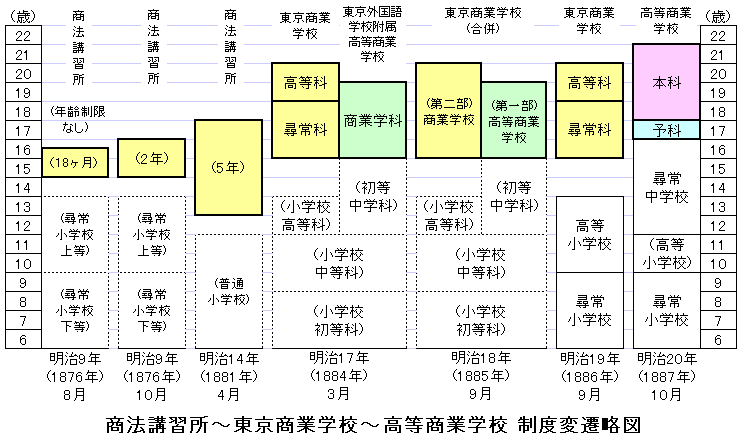
商法講習所から高等商業学校までの制度変遷略図

駐米代理公使だった森有礼は諸外国と対抗していくには商業が欠かせないと感じ、商業を専門に教える学校の設立を計画した。岩倉具視から了解を得たものの、学校建設の資金が足りず東京会議所の会頭・渋沢栄一に資金援助を願い出た。校長には駐米中に交流のあった商業学校校長のウィリアム・コグスウェル・ホイットニーを就任させる予定でいたが、渋沢が難色を示したため、1875年（明治8年）8月のホイットニーの来日に間に合わず、やむなく官立の商業学校設立を諦め、翌9月に銀座尾張町に私設の「商法講習所」を開設し授業を始めた。ホイットニーとは5年間、年給2500円（日本人教師の高木貞作の5倍以上）で契約した。
設立当初はお雇い外国人教師ウィリアム・コグスウェル・ホイットニーにより、英語の教本を用いて、英語で授業が行われた。
記録に残る最初の修業年限は 1年半（18ヶ月）で、入学後の 6ヶ月間は英語の教育に充当されていた。修業年限はその後 2年（1876年10月以降）、5年（1881年4月以降）と延長され、教育令のもとでの商業専門学校を自称した。
後発の商業教育機関が日本式の教育を行うようになってからも、商法講習所は洋式教育を続けた。修業年限が5年になってからは、最初の3年間で内国商業科目と英語とを教え、残り2年間で英語により外国商業を教えた。英語のほかには、模擬商業実践が取り入れられた。これは校内に模擬店舗・銀行・郵便局などを設け、模擬貨幣を使用して商取引の実演を行う授業であり、後発の商業諸校もこれに倣った。
校舎は当初、銀座尾張町（現・東京都中央区銀座6丁目）にあった鯛味噌屋の2階を使用したが、1876年8月、新築の銀座木挽町校舎に移転した。この校舎は森の自邸内にあったが、森が清国駐在公使を命じられた際に寄付され、後身の東京商業学校に引き継がれ、神田一ツ橋に移転する 1885年9月まで使用された。
1876年 5月、商法講習所は東京商法会議所から東京府へ移管され、校長に矢野二郎が就任、さらに1883年11月、農商務省への移管を開始した。1884年3月、官立への移管完了とともに、東京商業学校と改称した。

## 授業内容
創立当初の尾張町時代の授業科目は資料がないので不明とされているが、唯一残されている「商法講習所夜学略則」によれば、教授科目は、簿記、英習字、英会話、英文法、和洋算術、地理書の六科目であり、この「夜学略則」の教授科目によって昼間部でもこれらの科目は教えられていたことが推測される。
1876年（明治9年）8月、矢野二郎所長は「商法講習所略則」を発表した。これによると生徒の入学年齢に制限はなく、修学年限は1年半でこれを三期に分けている。

- 第一期（六か月） 英語、英文典、発音
- 第二期（六か月） 商業算術、簿記、その他商取引に必要な諸事の概略
- 第三期（六か月） 実際上の処分に擬す

この第三期は、銀行、問屋、郵便局などの模型をおき、商業実践を行う。ホイットニーが最も力を注いだ授業である。
同年10月、この「略則」が改正され、生徒の入学年齢は15歳以上となり、修業年限が2年に延長された。商業実践を重視して第一期（1年）を講理科（教室での授業）、第二期（1年）を実践科とした。この改正の狙いは、英語による商業教育の比重を高め、商業実践をさらに重視したことである。
1879年（明治12年）9月、政府は新教育政策の指針である「教育令」を公布した。これより先の5月、文部省はこの「教育令」の実施に備えて東京府下の学校の状況を把握するため、商法講習所に対して学則の提出を求めた。これに応えて講習所は同月、創立以来初めての本格的規則である「東京商法講習所規則」を発表した。この「規則」によれば、生徒定員は本科予科合計100人、入学年齢は15歳以上、修業年限は2年で1876年10月の改訂「略則」と変わらない。第四条では次のとおり講理科の学科目と使用教科書、実践科の授業内容が挙げられた。

- 一、ブライアント・ストラトン合著 『商業算術書』
- 一、ブライアント・ストラトン合著 『商業簿記法』
- 一、商用簿記初歩、英習字、英作文、英会話、パーソン著 『商律』
- 一、ホウセット著 『経済書』、和英・英和訳文、商業歴史（口述）、商業地理（口述）、電信暗号
- 一、ウォーカー著 『致富学』、簿記法論講、英文商業作文、商業関係ノ諸務
- 実践科では、会社、銀行、問屋、小売店、郵便局、製造所、税関、外国支店など各種機関の模型を一室に配置して商業実践を行う。

ホウセットの原書は H. Fawcett Manual of Political Economy. (1863) か、同夫人の M. G. Fawcett Political Economy for Beginners. (1876) のどちらか、ウォーカーの原書は A. Walker The Science of Wealth. (1866) であると考えられる。

## 後発の諸機関
商法講習所の設立後、商業教育の必要性が認識され、日本各地に商業教育機関が設立された。第二番目に続いたのは神戸商業講習所（日本最初の官立商業講習所）である。多くの学校では、東京の商法講習所と同様、模擬商業実践を取り入れていた。1884年1月、文部省は商業教育機関の設立基準として 「商業学校通則」 （明治17年文部省達第1号） を公布し、東京の商法講習所以外はこの通則に準拠して、（第一種）商業学校となった。

## 関連書籍
- 東京商科大学一橋会 『一橋五十年史』 1925年、doi:10.11501/941177
- 作道好男・江藤武人（編） 『一橋大学百年史』 財界評論新社、1975年10月。